# 南茜·艾伦
南茜·艾伦（英語：Nancy Anne Allen，1950年6月24日—）是一位曾获金球奖提名的美国女演员。她幼时便开始演戏，1970年代中期开始饰演一些小电影角色，靠罗伯特·泽米吉斯导演的《一亲芳泽》（1978年）成名，后又在《魔女嘉莉》（1976年）中饰演重要配角。与导演布赖恩·德帕尔马结婚后，她出现在他的好几部电影中，包括《剃刀邊緣》（1980）和《凶线》（1981年）。她之后的作品包括《要地球倒转》（1983年）、《消失的1943》（1984年）、《腥風血雨》（1988年）、《战略高手》（1998年）和《機器戰警》三部曲等。